# Новосілківська сільська рада (Кагарлицький район)
| Новосілківська сільська рада — колишній орган місцевого самоврядування у Кагарлицькому районі Київської області з адміністративним центром у с. Новосілки. Історична дата утворення: в 1991 році. Водоймища на території, підпорядкованій даній раді: річка Горохуватка. Сільській раді підпорядковані населені пункти: - с. Новосілки |

## Склад ради
Рада складається з 12 депутатів та голови.

### Керівний склад ради
| ПІБ                        | Основні відомості                                                                  | Дата обрання | Дата звільнення |
| -------------------------- | ---------------------------------------------------------------------------------- | ------------ | --------------- |
| Богданець Тетяна Василівна | Сільський голова, 1976 року народження, освіта, член Соціалістичної партії України | 26.03.2006   | 31.10.2010      |
| Богданець Тетяна Василівна | Сільський голова, 1973 року народження, освіта вища, член Партії регіонів          | 31.10.2010   |                 |

Примітка: таблиця складена за даними джерела